# Rue Reynier
La rue Reynier est une rue du quartier administratif du Centre de Liège (Belgique) reliant la rue Saint-Gilles à la rue Wazon.

## Odonymie
Depuis le 6 mars 1863, la rue rend hommage à Auguste-Benoît Reynier né en 1759 et mort à Cologne en 1792 à l'âge de 33 ans, poète et élu conseiller de la Cité (de Liège) lors de la révolution liégeoise. 
La rue est tracée sur la carte Ferraris de 1777 et est bien antérieure à cette époque.Elle était connue sous le nom de rue Mulkay et rue de Derrière, parce qu’elle s’étendait derrière les habitations du haut de la rue Saint-Gilles. 
Son élargissement à 10 mètres et son redressement furent décidés le 27 août 1858 par le Conseil communal.La voie n’a pourtant été élargie dans la plus grande partie de son parcours que vers 1877. Un nouveau plan d’alignement et d’élargissement partiel a été décidé le 15 mars 1926.

## Situation et description
Cette voie s'extrait de la rue Saint-Gilles pour monter vers la rue Wazon après un léger virage à gauche. La rue mesure environ 255 mètres et compte une soixantaine d'immeubles d'habitation. Elle applique un sens unique de circulation automobile dans le sens de la montée (Saint-Gilles vers Wazon).

## Architecture
La rue possède plusieurs immeubles construits au cours du dernier tiers du XIXe siècle dont une intéressante suite d'immeubles de style néo-classique (du no 59 au no 77) dont la plupart possèdent des baies pourvues de linteaux bombés avec clé de voûte .

## Voies adjacentes
- Rue Saint-Gilles
- Rue César Franck
- Rue Henkart
- Rue Chevaufosse
- Rue Wazon